# Скоков, Александр Иванович
Александр Иванович Скоков (25 июля 1925 — 7 декабря 1942) — руководитель подпольной комсомольской организации на Ставрополье. Герой Советского Союза(1965).

## Биография
Родился 25 июля 1925 года в селе Величаевское ныне Левокумского района Ставропольского края.
В период оккупации Ставрополья в сентябре 1942 года под руководством Скокова в селе Величаевское была создана комсомольская организация, связанная с партизанским отрядом.

Скоков руководил написанием и расклейкой листовок со сводками Совинформбюро. Вместе с несколькими подпольщиками он вывел из строя трактор, возивший полицаев по окрестным деревням, сняв магнето, вывел из работы ночью фашистский радиоузел, сделал налёт на гитлеровскую аптеку, и все медикаменты были переданы подпольщицами в партизанский отряд. На дорогах подпольщики стали разбрасывать «ежи».
После этого в один день подпольщиками были проведены две операции. Рядом с селом в камышах они устроили отвлекающую стрельбу. Полицаи и жандармы ринулись в камыши. В это время в сельской управе появилась сгорбленная старуха. В канцелярии она чем-то тяжёлым обездвижила полицая, голосом Скокова запугала писаря, связала его, разгромила комнату и унесла пишущую машинку. Подпольщиками Обмачевским и Напханюком были угнаны несколько овечьих отар и перегнаны на партизанские острова в камышах и далее на реку Куму в расположение советских войск. Вместе с овцами ими был передан отловленный в степи целый табун бывших колхозных лошадей.
Вскоре в бывшем сельпо села Величаевского и во Владимирском лесхозе фашистами были созданы два огромных склада с боеприпасами для движущихся на Малгобек и Грозный частей альпийских стрелков генерала Гельмута Фельми.
Всю ночь под дождём подпольщики таскали тяжёлые ящики с минами, гранатами и оружием от сельпо до берега речки, куда прибыли партизанские лодки. А склад в лесхозе просто взлетел на воздух.
Ввиду всех этих событий полицейский староста села с полицаями создали список неблагонадёжных из 70 фамилий. Ночью к старосте пожаловали Скоков и 2 подпольщика. Списки были изъяты, староста и ещё 2 полицая именем трудового народа были расстреляны за околицей.
За домом Скокова началась слежка. Несмотря на это в день 25-й годовщины Октября он спланировал новую операцию. Подпольщиками были подожжены фашистские бензовозы с авиационным горючим, а когда начали греметь взрывы и разрастаться пламя, они автоматными очередями уничтожили много гитлеровцев, выскакивающих в панике из здания школы.
Один из участников организации предатель Шейко (в 1944 году расстрелян по приговору суда), дезертировавший из партизанского отряда, выдал подпольщиков. Александр Скоков был подвергнут жестоким пыткам, но не выдал местоположения остальных участников. 
7 декабря 1942 года был расстрелян немцами.
Указом Президиума Верховного Совета СССР от 8 мая 1965 года посмертно было присвоено звание Героя Советского Союза.

## Память
- В селе Величаевском именем Героя названа улица и установлен бюст.
- У школы № 10 города Ставрополя сооружен его бюст.
- На площади в Величаевском — монумент комсомольцам-подпольщикам.
- Его имя увековечено в Главном Храме Вооружённых сил России, и навсегда запечатлено на мемориале «Дорога памяти»
- В 1968 году Ставропольским краевым комитетом ВЛКСМ учреждена Премия в области культуры, литературы и искусства, носящая имя А.И. Скокова. С 1991 года традицию вручения Премии продолжил Союз молодёжи Ставрополья. Премия вручается за выдающиеся произведения, направленные на воспитание молодёжи.